# Феррара, Абель
А́бель Ферра́ра (англ. Abel Ferrara; род. 19 июля 1951 года, Бронкс, Нью-Йорк, США) — американский кинорежиссёр, сценарист и клипмейкер.

## Биография
Ещё в юности Абель Феррара серьёзно увлекался кино и снимал собственные любительские фильмы. Первый успех пришёл к нему в 1979 году, когда он снял и исполнил главную роль в фильме «Убийца с электродрелью» (англ. The Driller Killer), который рассказывает историю бедного художника, который сходит с ума от нищеты и начинает охотиться на жителей Нью-Йорка с электродрелью в руках. Фильм, снятый за мизерные деньги, стал классикой реалистического хоррора, а впоследствии и культовым фильмом. Однако к самому Ферраре успех пришёл позже, только после криминальной драмы «Мисс сорок пятый калибр» (англ. Ms. 45). Главная героиня фильма, застенчивая немая швея, сходит с ума после того, как её насилуют дважды за день, после чего она достает пистолет сорок пятого калибра и выбирается на улицы Нью-Йорка, чтобы убить всех мужчин в городе. Фильм получил положительные рецензии от критиков и дал возможность Ферраре получить финансирование для своих будущих работ.
Лучшим периодом в творчестве Феррары стали ранние 1990-е. Именно тогда на экраны выходит криминальный фильм «Король Нью-Йорка» (англ. King of New York) с Кристофером Уокеном в главной роли. Фильм о наркотиках и мафиозной среде, по мнению критиков, удался Ферраре настолько хорошо, что может быть поставлен рядом с такой классикой фильмов о мафии, как «Лицо со шрамом» и «Путь Карлито». Однако шедевром Феррары стал «Плохой лейтенант» (англ. Bad Lieutenant, 1992), в которой режиссёр привычно для себя эксплуатирует темы сексизма (герой Кейтеля ненавидит женщин, главная героиня фильма «Мисс сорок пятый калибр» одержима идеями мужененавистничества), разрушает сложившийся образ полицейского-защитника слабых, рисуя портрет разложившегося, корыстного полицейского, которому, тем не менее, предоставляется шанс изменить свою жизнь, когда он из-за денег втягивается в расследование изнасилования монахини. После «Плохого лейтенанта» кинематографическая карьера Феррары пошла на убыль.
В России его самой известной работой является клип на песню «Калифорния» (California) французской певицы Милен Фармер. Клип снят не столько в привычном для Феррары жанре криминального триллера, сколько в стиле мистической драмы а-ля Дэвид Линч.
Фильмы Феррары часто связаны с религиозной тематикой, практически в каждой из его работ упоминается или показано изнасилование. По кинематографической стилистике Феррара многим похож на Робера Брессона.

## Фильмография
- «Ноль по поведению»

| Год       |     | Русское название             | Оригинальное название    | Роль                                                  |
| --------- | --- | ---------------------------- | ------------------------ | ----------------------------------------------------- |
| 1971      | кор | Фильм Никки                  | Nicky's Film             | режиссёр, оператор, актёр (мужчина на свалке)         |
| 1972      | кор | The Hold Up                  | The Hold Up              | сценарист, режиссёр                                   |
| 1973      | кор | Любовь ли это?               | Could This Be Love       | сценарист, режиссёр                                   |
| 1976      | ф   | 9 жизней влажной киски       | 9 Lives of a Wet Pussy   | режиссёр, монтажёр, актёр (старик)                    |
| 1979      | ф   | Убийца с электродрелью       | The Driller Killer       | режиссёр, монтажёр, актёр (Рино Миллер)               |
| 1981      | ф   | Мисс сорок пятый калибр      | Ms. 45                   | режиссёр, актёр (первый насильник)                    |
| 1984      | ф   | Город страха                 | Fear City                | режиссёр, актёр (Рино Миллер)                         |
| 1985—1985 | с   | Полиция Майами: Отдел нравов | Miami Vice               | режиссёр серий 'The Dutch Oven' и 'The Home Invaders' |
| 1986      | тф  | Гладиатор                    | The Gladiator            | режиссёр                                              |
| 1986—1986 | с   | Криминальные истории         | Crime Story              | режиссёр пилотной серии                               |
| 1987      | ф   | Китаянка                     | China Girl               | режиссёр                                              |
| 1988      | тф  | Одиночка                     | The Loner                | режиссёр                                              |
| 1989      | ф   | Преследователь кошек         | Cat Chaser               | режиссёр                                              |
| 1990      | ф   | Король Нью-Йорка             | King of New York         | режиссёр                                              |
| 1992      | ф   | Плохой лейтенант             | Bad Lieutenant           | сценарист, режиссёр                                   |
| 1993      | ф   | Похитители тел               | Body Snatchers           | режиссёр                                              |
| 1993      | ф   | Опасная игра                 | Dangerous Game           | режиссёр                                              |
| 1995      | ф   | Зависимость                  | The Addiction            | режиссёр                                              |
| 1996      | ф   | Похороны                     | The Funeral              | режиссёр                                              |
| 1997      | ф   | Амнезия                      | The Blackout             | сценарист, режиссёр                                   |
| 1998      | ф   | Отель «Новая роза»           | New Rose Hotel           | сценарист, режиссёр                                   |
| 2001      | ф   | Наше Рождество               | 'R Xmas                  | сценарист, режиссёр                                   |
| 2005      | ф   | Мария                        | Mary                     | сценарист, режиссёр                                   |
| 2007      | ф   | Сказки стриптиз-клуба        | Go Go Tales              | сценарист, режиссёр                                   |
| 2008      | док | Челси со льдом               | Chelsea on the Rocks     | сценарист, режиссёр                                   |
| 2009      | ф   | Неаполь, Неаполь, Неаполь    | Napoli, Napoli, Napoli   | сценарист, режиссёр                                   |
| 2010      | док | Малберри-стрит               | Mulberry St.             | режиссёр                                              |
| 2011      | ф   | 4:44 Последний день на Земле | 4:44 - Last Day on Earth | сценарист, режиссёр                                   |
| 2012      | кор | No Saints                    | No Saints                | режиссёр                                              |
| 2014      | ф   | Добро пожаловать в Нью-Йорк  | Welcome to New York      | сценарист, режиссёр                                   |
| 2014      | ф   | Пазолини                     | Pasolini                 | сценарист, режиссёр                                   |
| 2017      | ф   | Чёрная бабочка               | Black Butterfly          | актёр (Пэт)                                           |
| 2019      | ф   | Томмазо                      | Tommaso                  |                                                       |
| 2020      | ф   | Сибирь                       | Siberia                  | режиссёр                                              |
| 2021      | ф   | Нули и единицы               | Zeros and Ones           | режиссёр                                              |